# Plan U

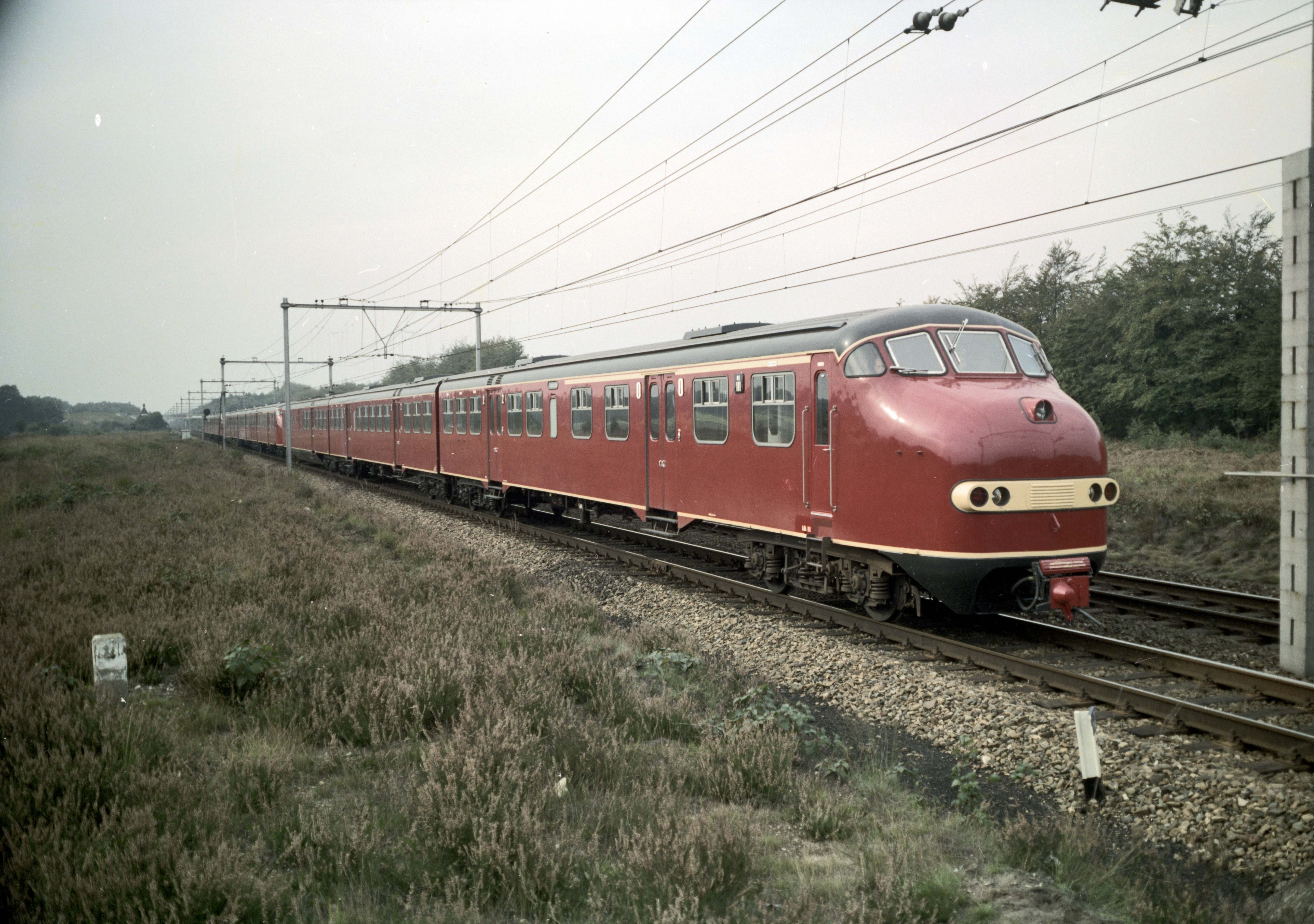
Drie gekoppelde diesel-elektrische treinstellen Plan U tijdens een proefrit ter hoogte van Wolfheze; 30 september 1960.

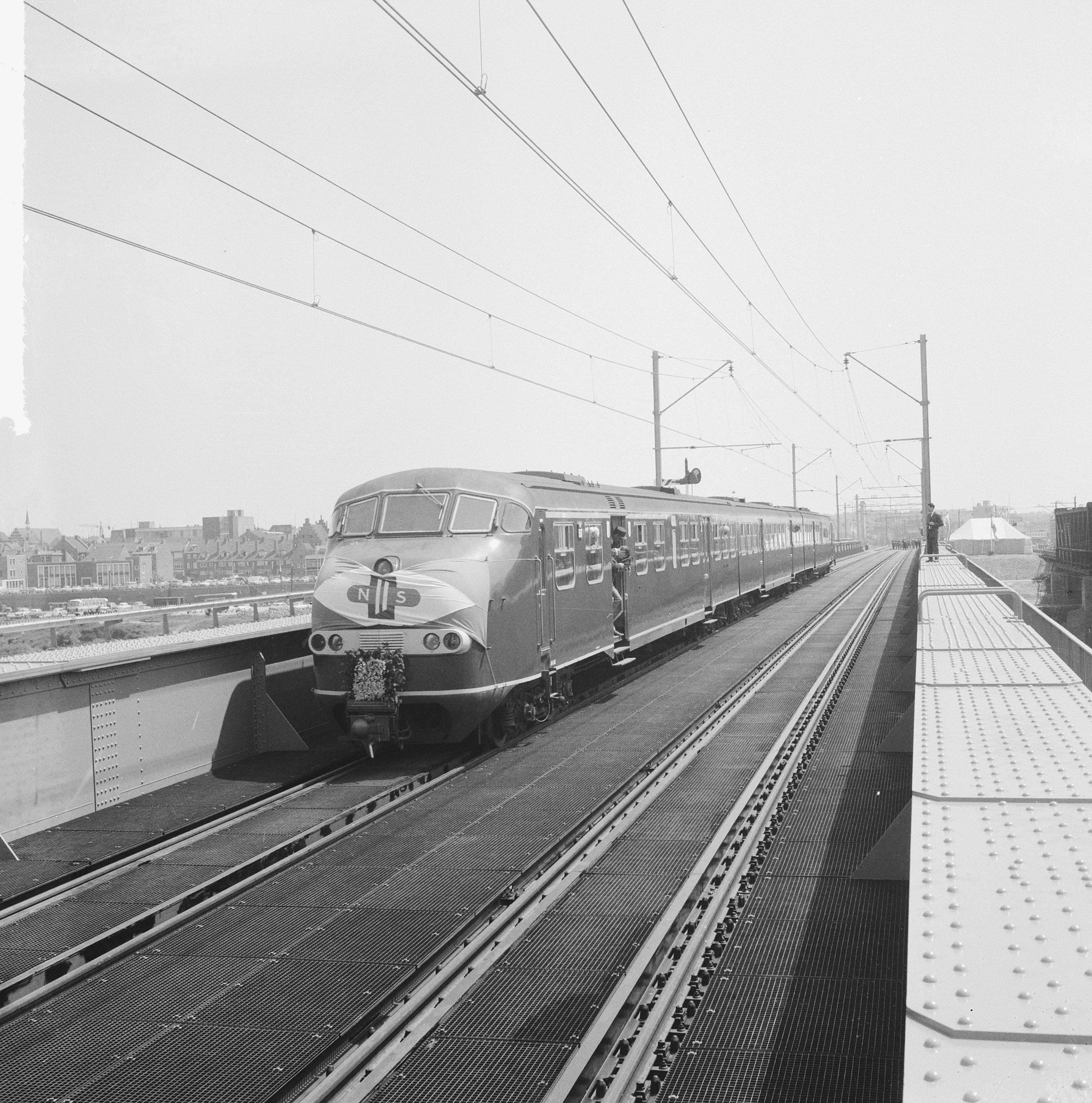
Ingebruikname van de nieuwe spoorbrug over de Maas bij Venlo met een treinstel Plan U; 23 mei 1964.

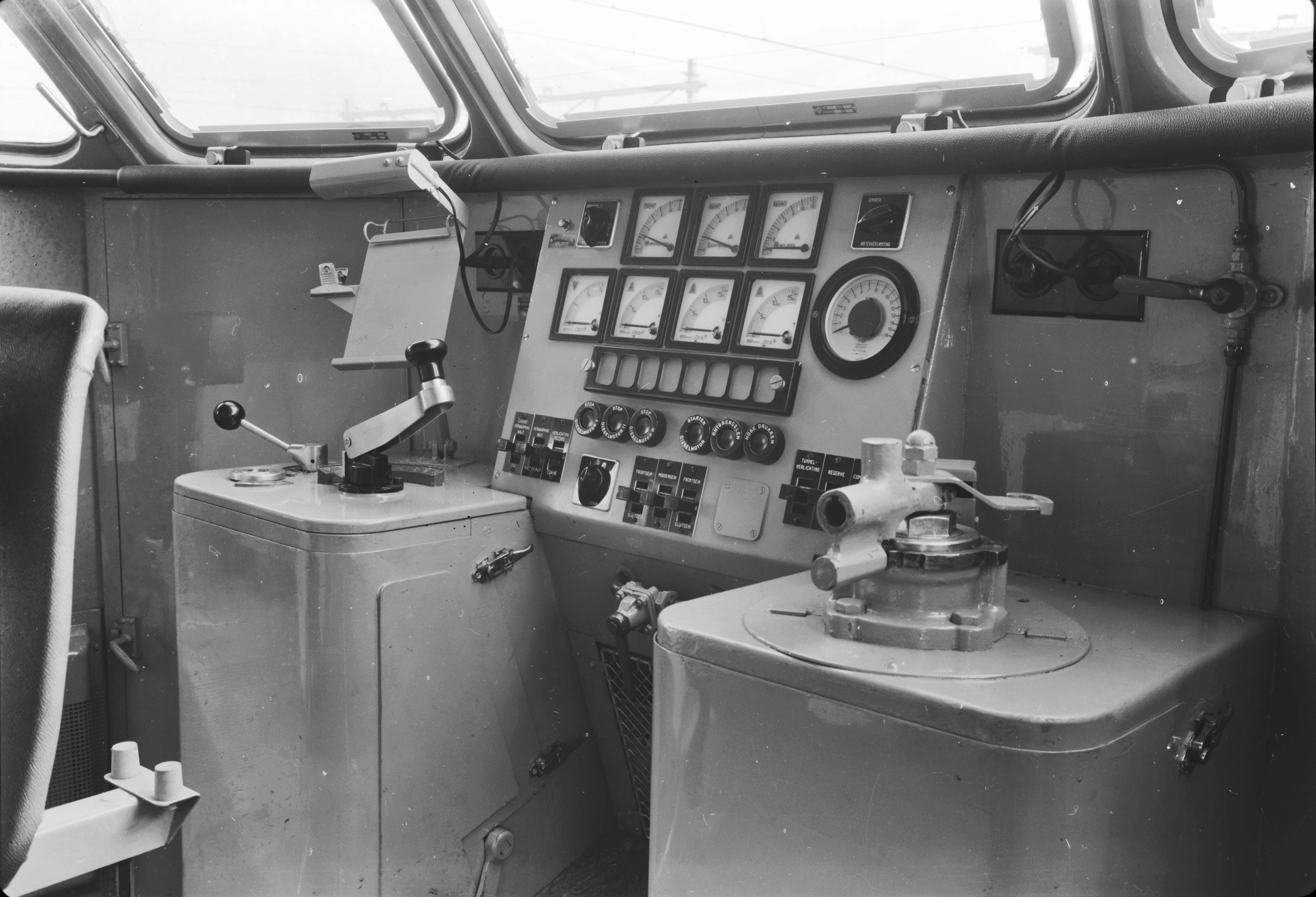
Stuurstand

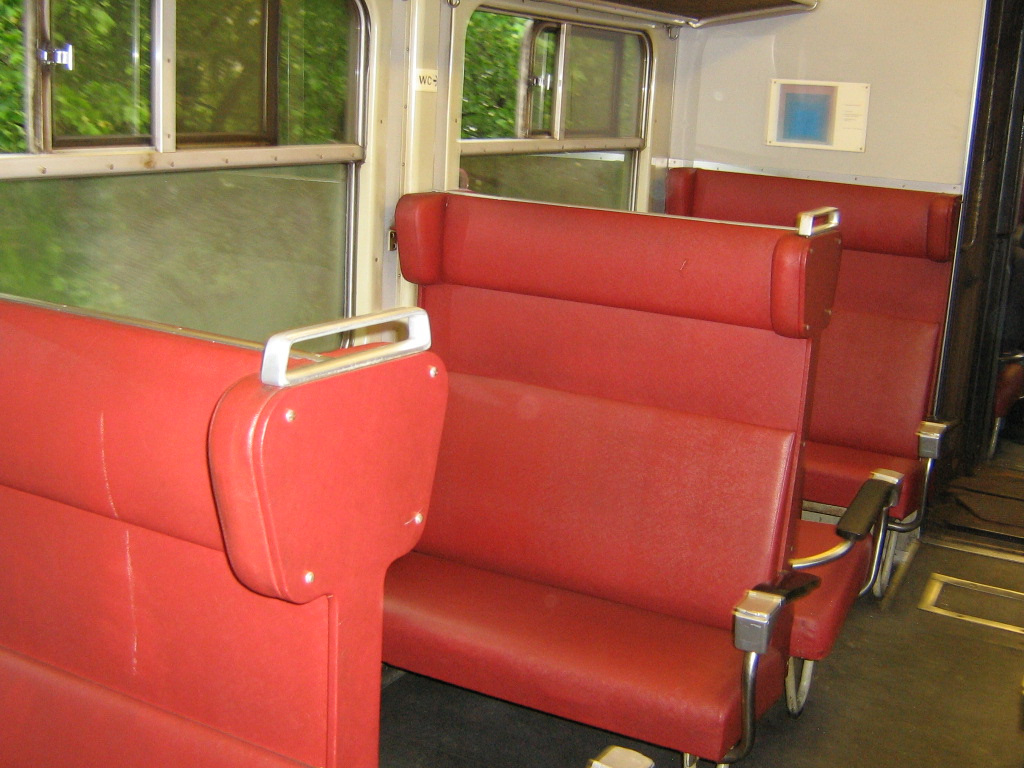
Interieur van Plan U 113, tweede klas

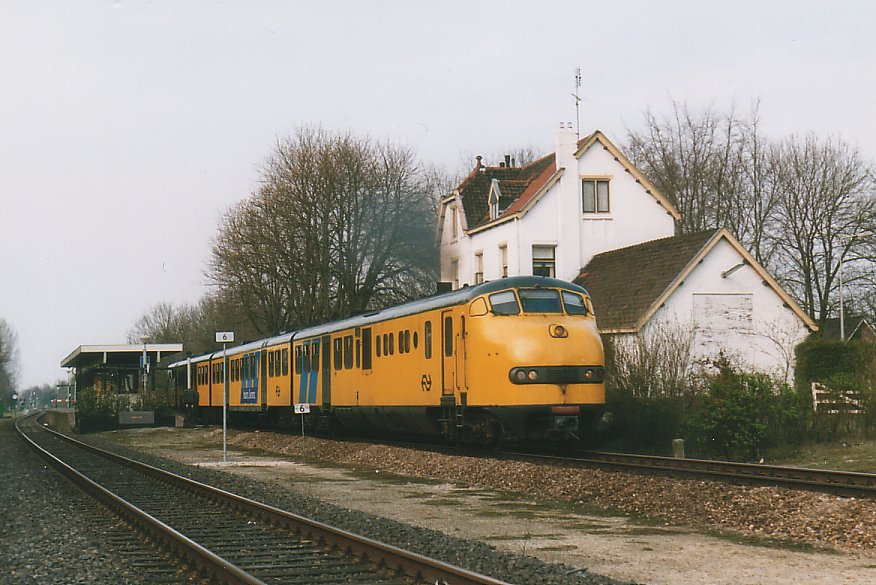
Treinstel Plan U te Vroomshoop

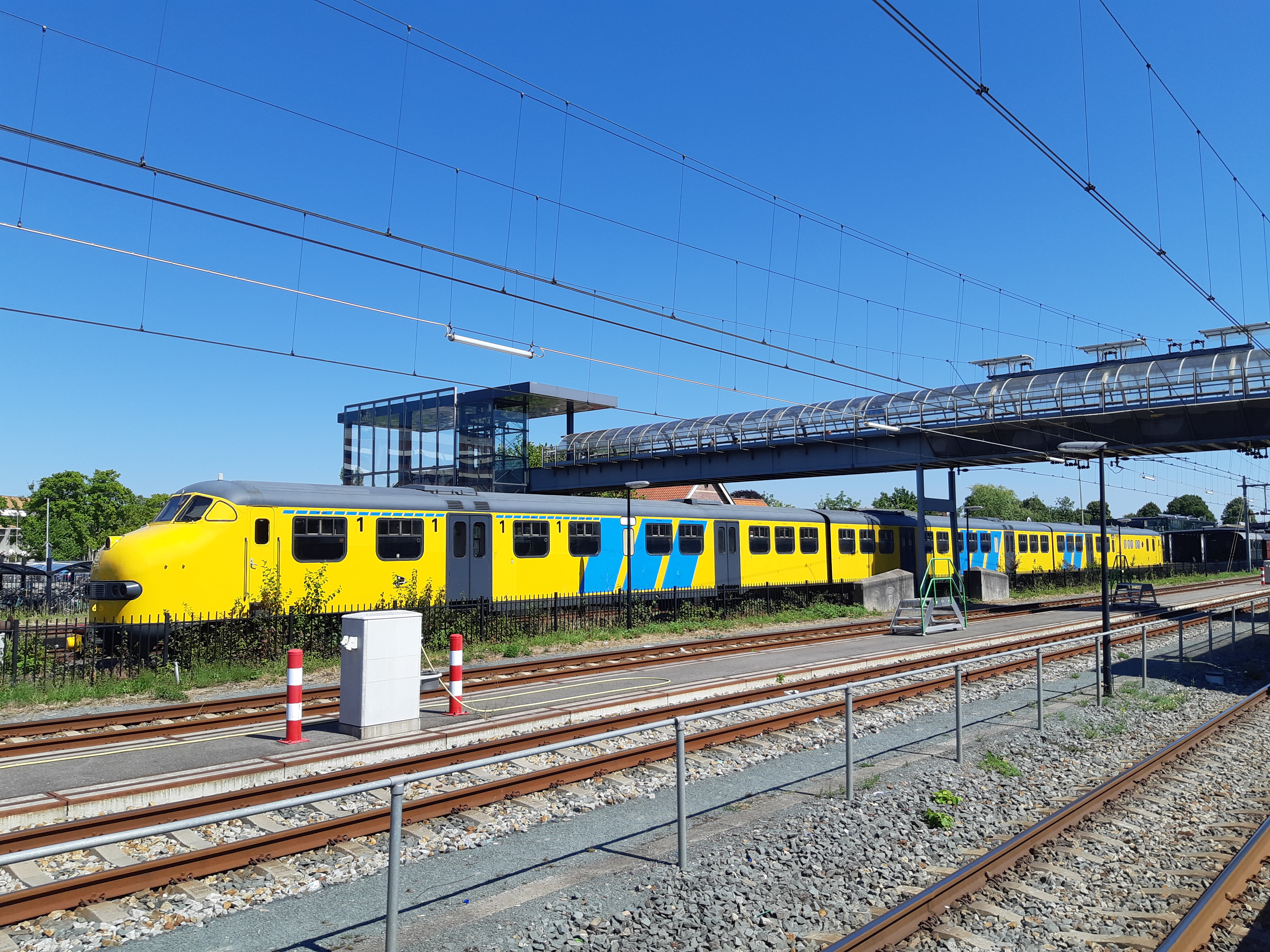
Treinstel 151 Plan U te Hoorn

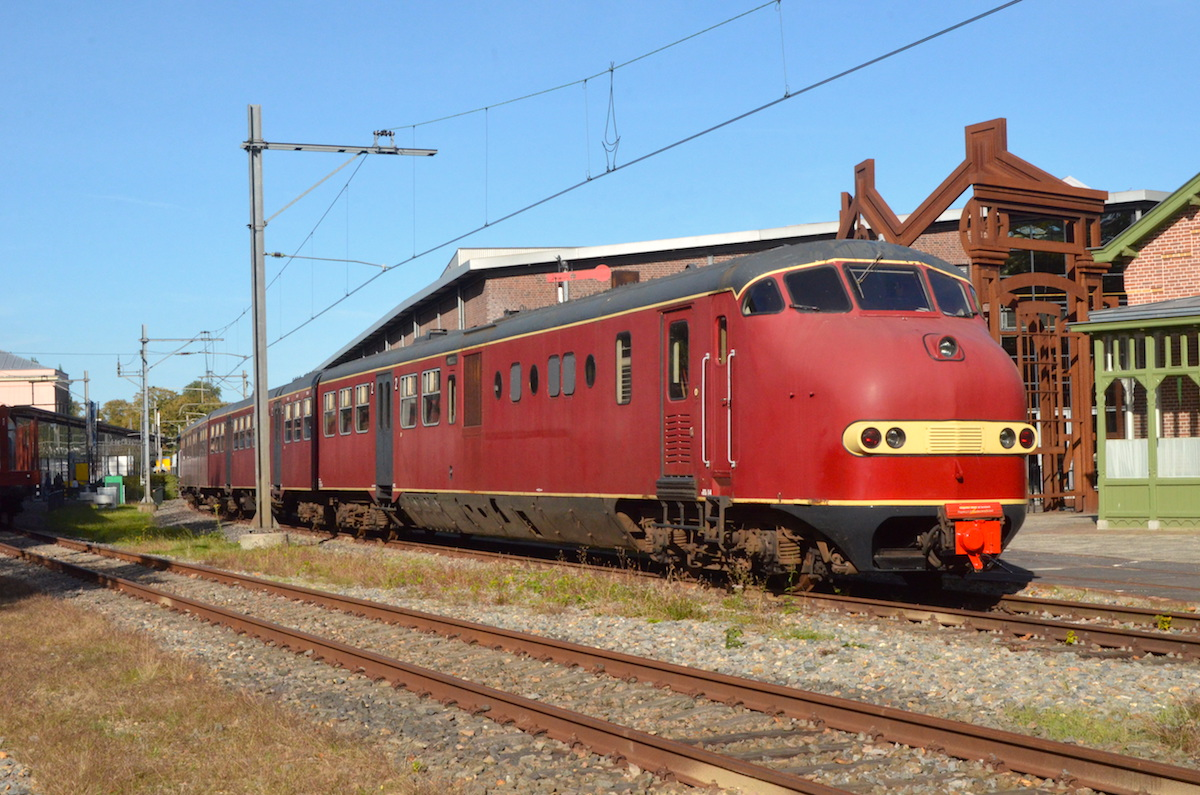
Treinstel 114 in het Spoorwegmuseum.

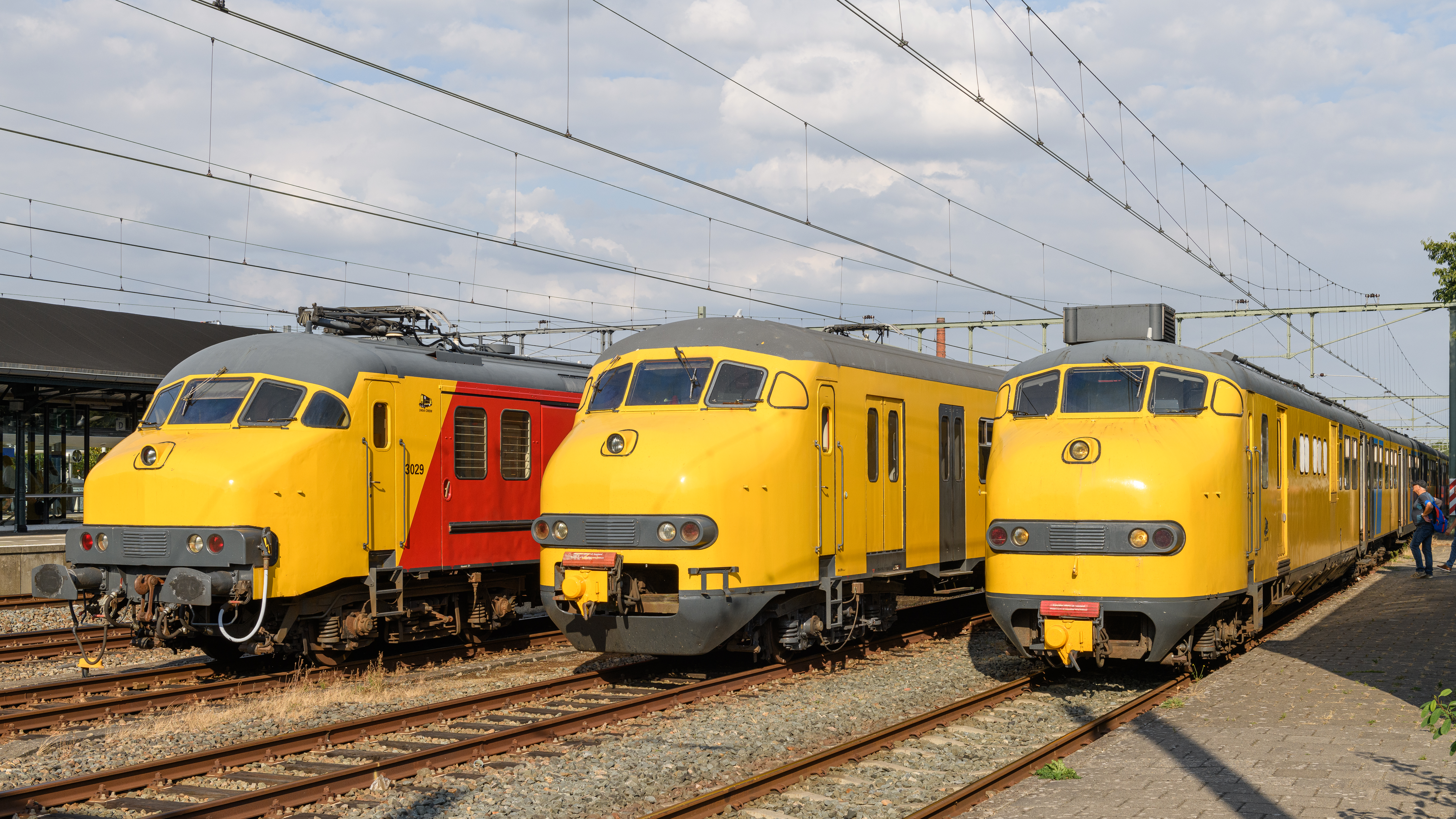
Line-up met v.l.n.r. Motorpost 3029, Plan V 904 en Plan U 151 te Apeldoorn; 20 augustus 2022.

Plan U was een type driedelig dieselelektrisch treinstel (officiële aanduiding: DE3) van de Nederlandse Spoorwegen.

## Indienststelling
Deze treinstellen werden tussen 1960 en 1963 gebouwd door Werkspoor te Utrecht en kwamen in dienst onder de nummers 111-152. Ten opzichte van het voorgaande elektrisch materieel '54 (Hondekop) had de neus een modernere vormgeving. Oorspronkelijk was het plan om de stellen dezelfde neus te geven als de eveneens door Werkspoor gebouwde DE4 TEE-treinstellen. Door de hoekige neusvorm van de TEE-stellen bleef bij hevige regenval echter de regen terugslaan op de ramen, wat veel overlast voor de machinist veroorzaakte. Daarom kregen de nieuwe dieseltreinstellen een rondere neus, die later ook werd toegepast bij het elektrische Mat '64. Andere vernieuwingen ten opzichte van het oudere materieel waren de lichte constructie, centrale deursluiting door de conducteur en een omroepinstallatie. De treinen werden rood geschilderd, de omstreeks 1960 ingevoerde nieuwe kleur voor dieseltreinen, wat ze de bijnaam "Rode Duivels" opleverde. Bij de treinstellen 148 - 152 zijn er in de zijwand van de motorkamer vijf jaloezieën geplaatst in plaats van drie en is er maar een patrijspoort aanwezig (zie foto Vroomshoop).

## Eigenschappen
De treinstellen bestaan uit drie rijtuigbakken; in een koprijtuigbak is de Werkspoor-dieselmotor van het type RUHB (later vervangen door een SACM-motor) opgesteld met een vermogen van 1000 pk/~ 736 kW, waardoor deze dieseltreinstellen in combinatie met het lagere gewicht sneller konden optrekken dan hun voorgangers. Een dieseltreinstel Plan U heeft de indeling mBDk + B + ABk. De mBDk is slechts voor de helft voor reizigers toegankelijk, de rest bestaat uit de motorruimte. De treinstellen kunnen met twee of meer tegelijk in treinschakeling rijden, maar niet met andere materieeltypen.
Vanaf 1968 werden zij in de nieuwe huisstijlkleur geel geschilderd, opmerkelijk is dat de motorbak geen drie maar slechts twee diagonale blauwe banden kreeg op de zijkant.
In 1972 werden de schuifdeuren vervangen door de inmiddels bij Mat '64 geïntroduceerde en met succes beproefde zwenk-zwaaideuren. Alleen de schuifdeur in de bagageafdeling bleef behouden.

### Revisie
In juni 2000 werd besloten 19 treinstellen een levensduurverlenging te geven. Hierbij zouden de stellen voorzien worden van airco in de cabine, nieuwe bekleding voor de stoelen en zelfs een nieuwe dieselmotor. De stellen zouden worden ingezet op geëlektrificeerde baanvakken en konden zo het daar ontstane materieeltekort opvangen. Vijf stellen kregen bovendien ATB Nieuwe Generatie ingebouwd. Hierdoor kon de NS de treinstellen ook inzetten op dieselbaanvakken waar deze beveiliging van toepassing was.
Uiteindelijk werden 15 treinstellen gereviseerd. De stellen zijn te herkennen aan een grote zwarte doos op de cabine van de motorbak. In deze doos zit de koeling van een nieuw aggregaat voor energievoorziening. Dit laatste is geplaatst in de bagageruimte, die niet meer toegankelijk is voor reizigers.
De vijf treinstellen met ATB-NG kregen nieuwe nummers: 191 (ex-137), 192 (ex-135), 193 (ex-122), 194 (ex-130) en 195 (ex-141).

## Inzet
Plan U was bedoeld om de treindienst op de dieselbaanvakken uit te breiden en in tweede instantie ter vervanging van de "dieseldrieën" Mat '34 uit 1934. Naast de in 1953-1954 aangeschafte dieseltreinstellen Plan X waren er treinstellen nodig met een grotere capaciteit voor de wat drukkere niet-geëlektrificeerde spoorlijnen.
De treinstellen reden vooral op de drukkere diesellijnen. Een groot deel van deze lijnen is dan ook tijdens de loopbaan van het materieel geëlektrificeerd. De eerste treinstellen werden in 1960 ingezet tussen Dordrecht en Geldermalsen. Het Plan U materieel heeft hier tot de elektrificatie in 1992 gereden. Nadat er meer treinstellen gereedkwamen, werden ze ook ingezet op de spoorlijnen Nijmegen – Roermond, Arnhem – Winterswijk en tussen Zwolle en Emmen. Op de laatstgenoemde lijn bleef het materieel rijden tot de elektrificatie in 1987. Op de andere twee trajecten hielden de Plan U stellen het nog zo'n tien jaar langer uit, tot de komst van het nieuwe Dieselmaterieel '90. Tussen begin jaren zestig en de komst van het nieuwe Wadlopers begin jaren tachtig reden de treinstellen ook tussen Groningen en Leeuwarden.
Ter vervanging en versterking van de oude DE-5 treinstellen reden de Plan U stellen tussen 1967 en 1974 op het traject Amsterdam – Hoorn – Enkhuizen. Dat jaar werd ook dit traject geëlektrificeerd en konden de vrijgekomen treinstellen de laatste dieselvijven aflossen.
In 1987 werden de treinstellen die vrijkwamen na de elektrificatie van het traject Zwolle – Emmen ingezet tussen Zutphen en Enschede. Vanaf 1998 werd deze treindienst Zutphen – Oldenzaal. En in 1992 werden de treinstellen die vrijkwamen door de elektrificatie van het traject Dordrecht – Geldermalsen ter versterking van de Wadlopers ingezet tussen Groningen en Nieuweschans. En er reden ook spitstreinen van Groningen naar Roodeschool. De stellen bleven hier tot de overname van de treindienst door NoordNed in mei 2000 rijden. Hierbij kwamen de treinstellen bij defecten aan het Duitse materieel zelfs een enkele keer in Leer (D) terecht.
In de periodes rondom de buitendienststelling van de DE-2 treinstellen en komst van de nieuwe DM ’90 treinstellen werd de inzet van het dieselmaterieel regelmatig gewijzigd en verschenen de Plan U treinstellen kortstondig op een aantal trajecten:
Tussen 1995 en januari 1999 werden de treinstellen ingezet tussen Zwolle en Almelo en tussen Zutphen en Winterswijk. In 1997 en 1998 reden ze op het Kamperlijntje en tussen Almelo en Mariënberg.
Ook werd het vrijgekomen materieel ingezet in de stoptreindiensten op volledig geëlektrificeerde baanvakken:
Van eind jaren tachtig tot 1995 reden de stellen bijvoorbeeld enkele slagen tussen Nijmegen en 's-Hertogenbosch. In de jaren negentig reden ze ook planmatig enkele spitsstoptreinen tussen Enschede en Deventer. Ook reden ze bijvoorbeeld bij werkzaamheden aan de bovenleiding een korte periode op de Hoekse Lijn en tussen Utrecht en Hilversum.
Het Plan U materieel reed in haar bestaan ook een aantal speciale doorgaande treinen, waarbij een deel van het traject niet elektrisch berijdbaar is. Zo reden de stellen in de jaren zeventig een rechtstreekse trein tussen Emmerich / Arnhem en Harlingen, in de jaren tachtig werden ze ingezet in de Valkenburg Expressen tussen Zwolle en Valkenburg die via de Maaslijn reden en in de jaren negentig reed er kortstondig een Attractie Express tussen Enschede en Emmen. Ten slotte werden enkele Plan U treinstellen in maart 1997 vanwege werkzaamheden in Amersfoort ingezet als internationale sneltreinen tussen Amsterdam en Bad Bentheim. Hierbij werd gereden via Utrecht, Arnhem en het niet geëlektrificeerde traject Zutphen – Hengelo.

### Inzet bij Syntus
In 1999 huurde Syntus naast vier DM '90 treinstellen voor de dienst Doetinchem – Winterswijk ook vier Plan U treinstellen voor de dienst tussen Zutphen en Winterswijk. De stellen 113-115 en 125 reden later ook spitstreinen tussen Arnhem en Zevenaar. In juni 2001 keerde de 125 terug naar de NS, maar in september 2001 werd ter versterking de 112 aan Syntus verhuurd. De vier stellen werden in de zomer van 2002 vervangen door de nieuwe treinstellen van het type LINT.

### Inzet bij NoordNed
Wegens materieeltekorten werden in januari 2001 ook door NoordNed drie Plan U treinstellen gehuurd. In juni dat jaar volgden nog drie treinstellen. Deze verhuur was mogelijk omdat de laatste treinstellen die niet voor revisie in aanmerking kwamen die maand bij de NS buiten dienst waren gesteld. Hiermee keerden de stellen opnieuw weer even terug op het traject Groningen – Nieuweschans. In augustus dat jaar keerden vijf van de zes stellen alweer terug naar de NS. In februari 2002 keerde het laatste Plan U treinstel terug.

### Inzet bij de NS tot de buitendienststelling

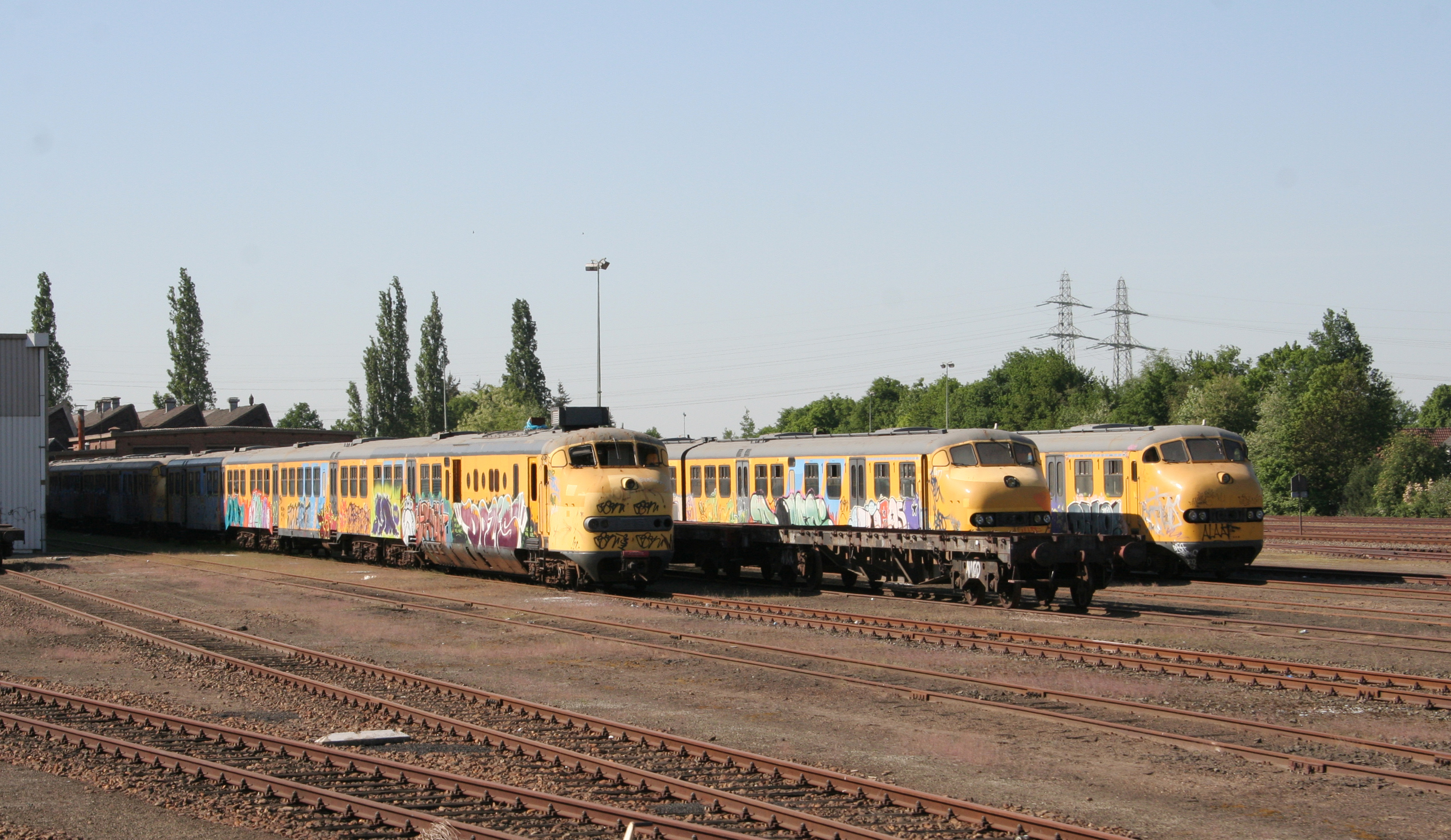
Buitendienststaande treinstellen in Blerick in 2007.

In 2001 waren vrijwel alle diesellijnen overgenomen door andere vervoerders of er werd door de NS het nieuwe DM ’90 ingezet. Daarnaast waren vrijwel alle diesellijnen inmiddels voorzien van ATB NG. De laatste dienst voor onverbouwde treinstellen was dan ook de stoptreindienst tussen Hengelo en Oldenzaal. In juli dat jaar was ook dat traject van ATB NG voorzien en werd de dienst overgenomen door DM '90 en gingen de laatste onverbouwde treinstellen buiten dienst.
De eerste gereviseerde treinstellen werden in april 2002 ingezet in de treinserie 9100 (stoptrein Zwolle – Groningen). In december dat jaar volgde de treinserie 6400 (stoptrein Weert – Eindhoven). Ook verschenen de treinstellen bij defecten aan het DM '90 af en toe tussen Zwolle en Kampen. Ruim anderhalf jaar later, in december 2003, werden de laatste stellen, ondanks de kostbare revisie, alsnog terzijde gesteld.

## Na de buitendienststelling

### Museumstellen

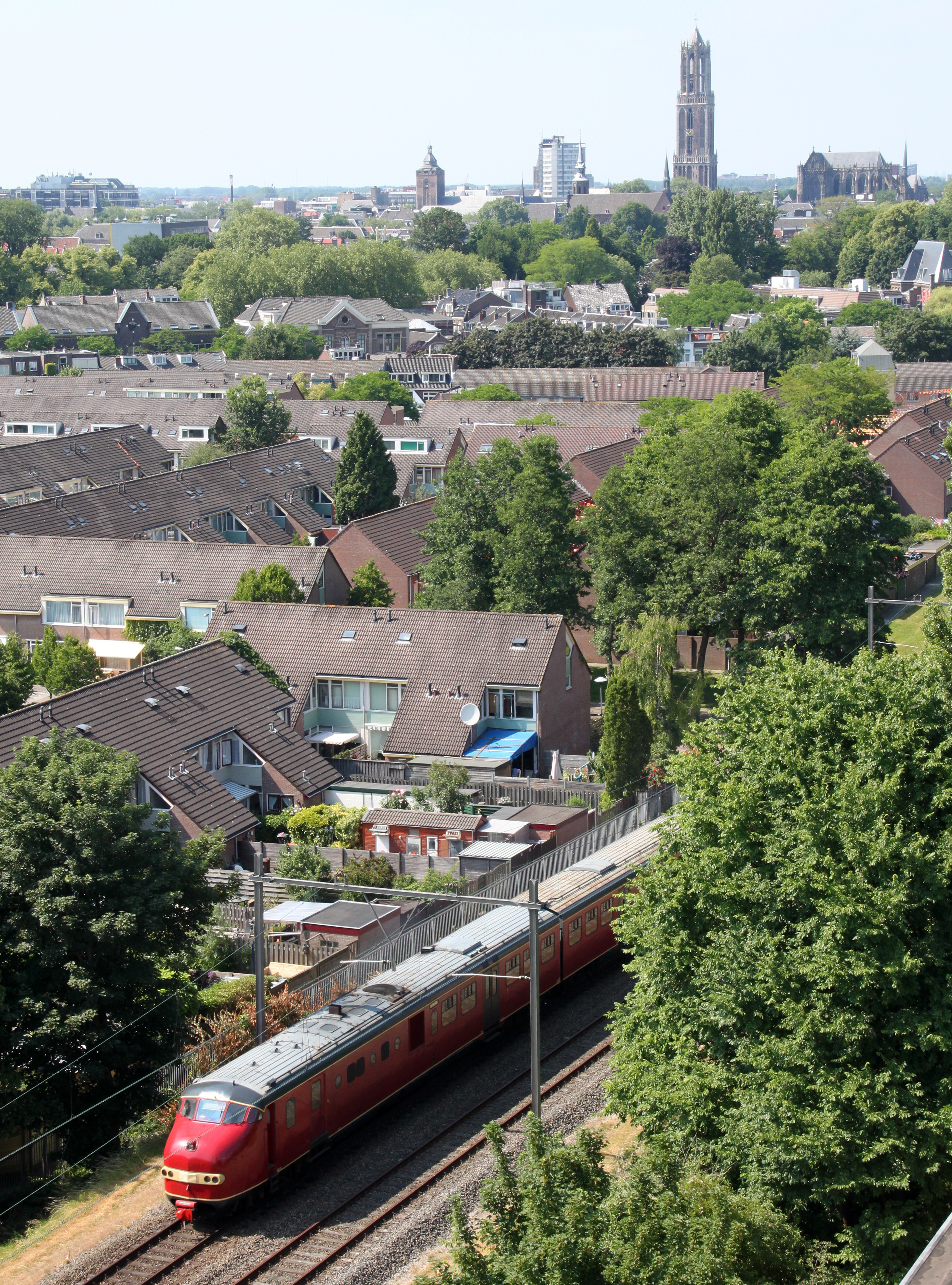
Plan U 114 van het Spoorwegmuseum als Heimwee Express over de Oosterspoorbaan.

Vier treinstellen Plan U zijn er als museummaterieel bewaard gebleven, de 114, 115, 121 en 151. Treinstel 114 is opgenomen in de collectie van het Nederlands Spoorwegmuseum te Utrecht. De stellen 113 en 115 werden overgedragen aan de stichting Haarlem IJmuidense Spoorweg Maatschappij (HIJSM) te Haarlem. Beide werden in 2005 en 2006 weer rijvaardig gemaakt en in de oorspronkelijke rode kleur geschilderd. In mei 2007 werd daar ook het gerenoveerde treinstel 121 aan toegevoegd. Ook dit treinstel werd rood geschilderd. De zwarte doos op de cabine van het motorrijtuig was nog duidelijk herkenbaar. Door vandalen werden in de nacht van 21 op 22 februari 2009 van de drie Plan U-treinstellen van de HIJSM te Haarlem deuren opengebroken en de ruiten en het interieur vernield. Al het materieel is zwaar beschadigd geraakt, maar kon deels hersteld worden met onderdelen uit andere terzijde gestelde treinen. De schade bedroeg enige honderdduizenden euro's.
De 114 is in 2009 rijvaardig gemaakt en weer rood geschilderd en in 2010 teruggereden naar het Spoorwegmuseum. Het werd ingezet voor bijzondere ritten.
De stichting Haarlem IJmuidense Spoorweg Maatschappij droeg op 16 april 2010 de treinstellen 113 en 121 over aan de Stichting Historisch Dieselmaterieel. In 2012 heeft de SHD treinstel 113 geruild voor een veel beter exemplaar, treinstel 151 (uit de voorraad niet naar Roemenië vertrokken treinstellen). Treinstel 151 is in 2020 overgedragen aan de Stichting 2454 CREW.
Het resterende treinstel 115 van de HIJSM werd op 26 juni 2010 overgedragen aan de stichting DE-III en is daar rijvaardig gemaakt. In maart 2014 was het treinstel gereed voor reizigersvervoer en op 5 april maakte het de eerste rit met passagiers. Na 2014 heeft het treinstel niet meer gereden. De stichting DE-III hield per 1 december 2019 op te bestaan. De 115 werd overgedragen aan de Stichting 2454 CREW, die het stel gebruikte als onderdelenleverancier voor het in 2020 weer rijvaardig gemaakte treinstel 151. In het voorjaar van 2024 is ook treinstel 115 weer rijvaardig gemaakt.
In juli 2025 heeft de Stichting 2454 CREW het (rode) treinstel 114 overgenomen van het Spoorwegmuseum. Dit treinstel vervangt de 115 die niet behouden blijft, en gaat na een opknapbeurt rijden tussen Hoorn en Enkhuizen, als onderdeel van de 'Historische Driehoek' Hoorn – Medemblik – Enkhuizen, in samenwerking met de Stoomtram Hoorn-Medemblik.

### Verkoop aan Slowakije
De NS heeft zes Plan U's verkocht aan Bratislavská Regionálna Kol'ajová Spoločnost' (BRKS) in Slowakije. De treinstellen zouden worden ingezet als sneltreinen tussen Bratislava en Košice. Het gaat om de treinstellen 116, 117, 125, 191, 193 en 151. De 125 en 193 vertrokken op 11 mei 2007 naar Slowakije en zijn aangekomen in Bratislava. De overige vier zijn wegens het uitblijven van betaling opgeslagen in Amersfoort en in oktober 2009 gedemonteerd. Het overgebleven treinstel 195 werd ook opgeslagen in Amersfoort. Inmiddels heeft de BRKS het reizigersvervoer gestaakt en zich toegelegd op goederenvervoer. De twee Plan U-treinstellen in Slowakije zijn daar nooit ingezet en stonden in een industriegebied in het noorden van Bratislava hun lot af te wachten.

### Verkoop aan Roemenië
De overgebleven vier treinstellen 116, 117, 191, 195 werden verkocht aan het Roemeense Ferotrans en zouden samen met de 113 (geruild tegen de 151) naar Roemenië overgebracht worden. Dit transport heeft uiteindelijk niet plaatsgevonden, mede doordat de stellen niet meer over het spoor vervoerd mochten worden (slechte wielbanden). De stellen bleven staan in Amersfoort, waar er veel vandalisme aan is gepleegd.
In juni 2019 werd opdracht voor het slopen van deze vijf treinstellen Plan U (= 15 rijtuigen) verleend aan Beelen Sloopwerken en aan European Metal Recycling. Tegelijk worden er ook 35 loc's serie 1700 en 14 rijtuigen DDM gesloopt.